# Плотное множество
Пло́тное мно́жество — подмножество пространства, точками которого можно сколь угодно хорошо приблизить любую точку объемлющего пространства. Формально говоря, {\displaystyle A} плотно в {\displaystyle X}, если всякая окрестность любой точки {\displaystyle x} из {\displaystyle X} содержит элемент из {\displaystyle A}.

## Определения
- Пусть даны топологическое пространство {\displaystyle (X,{\mathcal {T}})} и два подмножества {\displaystyle A,B\subset X.} Тогда множество {\displaystyle A} называется плотным во множестве {\displaystyle B}, если любая окрестность любой точки {\displaystyle B} содержит хотя бы одну точку из {\displaystyle A}, то есть

{\displaystyle \forall x\in B\quad \forall U\in {\mathcal {T}}\quad {\bigl (}x\in U{\bigr )}\Rightarrow {\bigl (}U\cap A\neq \varnothing {\bigr )}.}
- Множество {\displaystyle A} называется всюду плотным, если оно плотно в {\displaystyle X.}

## Замечание
Приведённое выше определение плотности множества эквивалентно любому из нижеперечисленных:
- Множество {\displaystyle A} плотно в {\displaystyle B} тогда и только тогда, когда замыкание {\displaystyle A} содержит {\displaystyle B}, то есть {\displaystyle {\bar {A}}\supset B}. В частности, {\displaystyle A} всюду плотно, если {\displaystyle {\bar {A}}=X}.
- Множество {\displaystyle A} плотно в {\displaystyle B} тогда и только тогда, когда внутренность дополнения к {\displaystyle A} не пересекается с {\displaystyle B}, то есть {\displaystyle \left(A^{\complement }\right)^{0}\cap B=\varnothing }. В частности, {\displaystyle A} всюду плотно, если {\displaystyle \left(A^{\complement }\right)^{0}=\varnothing }.

## Примеры
- Множество рациональных чисел {\displaystyle \mathbb {Q} } плотно в пространстве вещественных чисел {\displaystyle \mathbb {R} }.